# Прикрашена черепаха Нельсона
Прикрашена черепаха Нельсона (Pseudemys nelsoni) — вид черепах з роду Прикрашені черепахи родини Прісноводні черепахи. Інша назва «червоночеревна черепаха». Дістала назву на честь Джорджа Нельсона, американського колекціонера.

## Опис
Загальна довжина коливається від 25 до 37,5 см, вага — від 1,8 до 4 кг. Спостерігається статевий диморфізм — самці зазвичай менші самок, водночас перші мають на передніх лапах подовжені кігті. Ця черепаха наділена дуже масивним панциром.
Карапакс у цих черепах чорний, прикрашений яскравими червоними поперечними смугами на кожному з перших трьох бічних щитків. Молоді особини забарвлені дуже яскраво. Вони мають оливково-зелений карапакс з малюнком з чорних кіл та ліній. Пластрон яскраво-жовтий або помаранчевий з невеликими темними плямами.

## Спосіб життя
Полюбляє озера й невеличкі стоячі водойми, канави, болота. Прикрашені черепахи досить багато часу проводять поза водоймами, воліючи лежати на корчах або на березі. Харчується водяними комахами, рибою, ракоподібними, дрібною рибою, рослинністю. При цьому дорослі більше вживають рослинну їжу.
Статева зрілість самців настає у 3–4 роки, самиць — у 5–7. Самиця відкладає від 6 до 31 яйця. Інкубаційний період триває від 60 до 75 діб.
Ця черепаха має доволі смачне м'ясо, тому місцеві мешканці полюють на неї, а також відправляють в інші штати США.

## Розповсюдження
Мешкає у Сполучених Штатах Америки: Джорджія, Флорида й Техас.